# Política energética

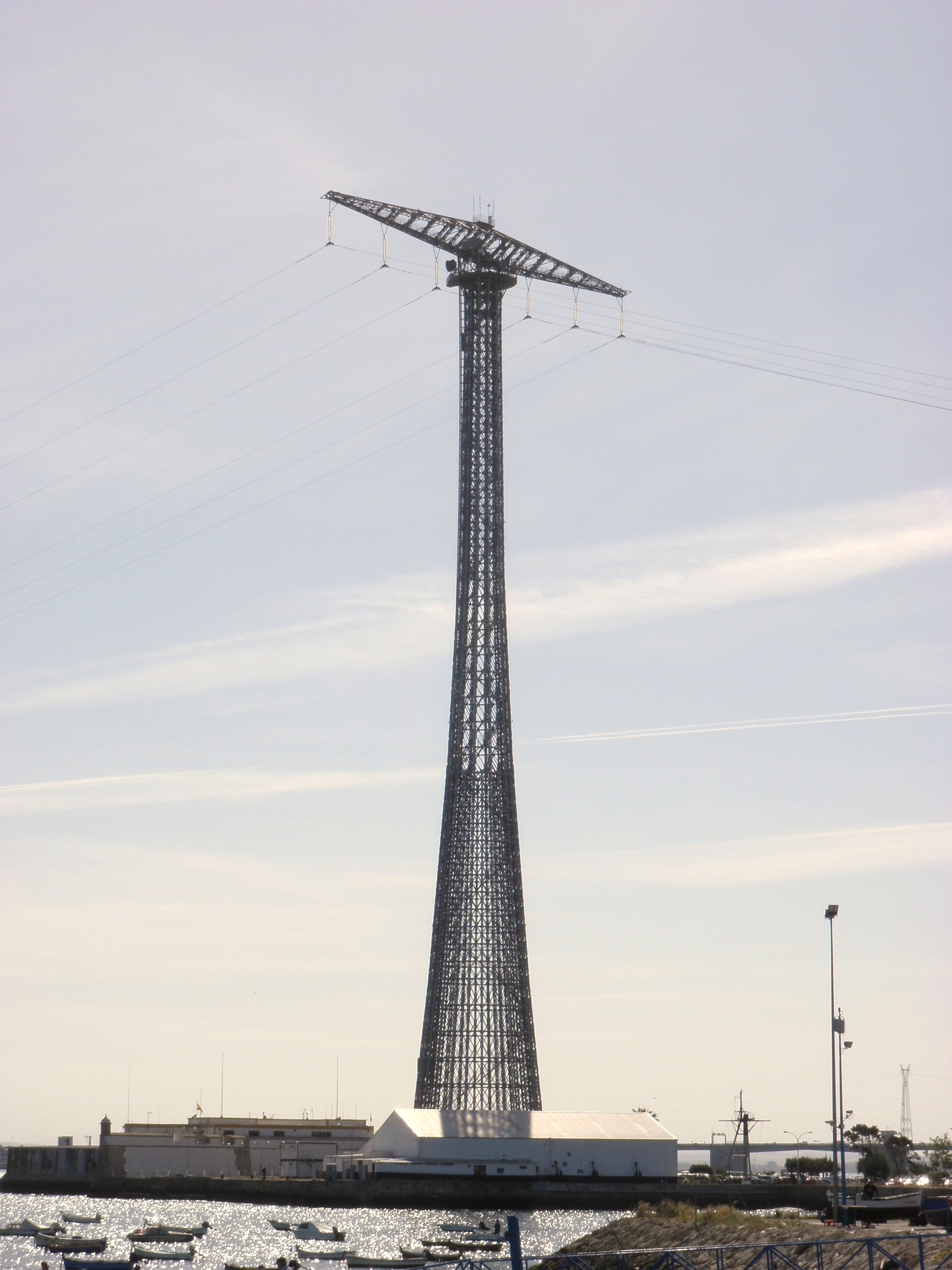
Torre de alta tensión para la transmisión de energía eléctrica, un importante componente de la política energética

La política energética es la manera en que una determinada entidad (generalmente un gobierno nacional o subnacional) decide conducir la producción, distribución y consumo de energía. La política energética se puede llevar a cabo a través de legislación, tratados internacionales, incentivos a la inversión, directrices para el ahorro energético o la eficiencia energética, impuestos o elaboración y cumplimiento de planes energéticos a medio y largo plazo. La energía es un componente fundamental de las economías modernas. Una economía que funcione no solo requiere capital y trabajo, sino también energía para las actividades de fabricación, transporte, comunicación, agricultura, salud, vivienda o educación.

## Antecedentes
Respecto al término política energética, debe resaltarse la importancia de poner en práctica una política sostenible a escala mundial para paliar el grave problema del calentamiento mundial.
Aunque la investigación sigue en marcha, las "dimensiones humanas" del consumo energético son de interés creciente para las compañías energéticas, las otras empresas del mercado y los diseñadores de políticas. Utilizar las ciencias sociales para entender el comportamiento del consumidor de energía permite a estos diseñadores tomar mejores decisiones sobre las diferentes opciones de energía y clima (básicamente qué matriz energética perseguir y cómo administrarla para un suministro sostenible y seguro a un precio razonable). Esta utilización puede facilitar un uso más eficaz de la energía, la comercialización de energías renovables y la reducción de emisiones de gases de efecto invernadero, causantes del calentamiento mundial. El acceso a la energía también es crítico para necesidades sociales básicas, como iluminación, calefacción, cocina y cuidado de la salud. Como resultado, el precio de la energía tiene un efecto directo en el empleo, la productividad, la competitividad y el coste de productos y servicios.

## Política energética nacional

### Medidas utilizadas para elaborar una política energética
Una política energética nacional comprende un conjunto de medidas relativas a las leyes, los tratados y las directrices de los diversos organismos concernidos. La política energética de una nación soberana puede incluir una o más de las siguientes medidas:
- Declaración de política nacional sobre planificación energética, generación, transmisión y consumo de la energía
- Legislación sobre actividades energéticas comerciales (intermediación, transporte, almacenamiento, etc.)
- Legislación sobre el uso de energía, como estándares de eficiencia o estándares de emisiones
- Instrucciones para instalaciones y organizaciones del sector energético que son de propiedad estatal
- Participación activa en la exploración de combustibles fósiles, coordinación de esta exploración e incentivos para llevarla a cabo
- Privatización de activos energéticos propiedad del Estado (centrales eléctricas, redes de transporte, yacimientos petrolíferos o gasistas), cesión temporal al sector privado bajo ciertas condiciones, o todo lo contrario, nacionalización de activos energéticos propiedad del sector privado
- Grado de apertura del sector energético al capital extranjero
- Financiación de investigación dirigida a objetivos energéticos
- Política fiscal relacionada con la energía (impuestos, exenciones, subsidios...)
- Seguridad energética y medidas de política internacional como:
  - Tratados y alianzas energéticos internacionales
  - Acuerdos internacionales de comercio de energía
  - Relaciones especiales con países ricos en energía, incluyendo influencia, presencia militar o dominación

Desde la Crisis del petróleo de 1973 y hasta la burbuja petrolera de 2008, la política energética se vio dominada por el riesgo de desajuste entre oferta y demanda (véase crisis energética). En la actualidad, y debido a los graves efectos del calentamiento mundial, las políticas energéticas se orientan hacia la transición energética (abandono de los combustibles fósiles), enfrentando graves dificultades por la necesidad de reconciliar objetivos mundiales y acuerdos internacionales con necesidades y situaciones nacionales. Algunos gobiernos manifiestan explícitamente su política energética, pero, la declaren o no, todos los gobiernos practican algún tipo de política energética. Los organismos gubernamentales o intergubernamentales (por ejemplo la Agencia Internacional de la Energía) pueden emplear la modelización económica y energética como herramienta de análisis y decisión (véase modelo económico, POLES).

### Factores de una política energética
Numerosos elementos están naturalmente contenidos en una política energética nacional, sin que importe cuál de las medidas detalladas más arriba se utilizó para llegar a la política resultante. Las principales cuestiones intrínsecas en una política energética son:
- En qué medida desea el país ser energéticamente autosuficiente
- Cuáles serán las fuentes de energía en el futuro
- Cómo se consumirá la energía en el futuro (p. ej. entre sectores)
- Qué fracción de la población será aceptable que sufra pobreza energética
- Objetivos futuros de intensidad energética, energía necesaria para generar una unidad de PIB
- El estándar de fiabilidad para la distribución eléctrica
- Qué grado de competencia debe existir en el mercado energético: porcentaje máximo que una empresa puede alcanzar
- Qué externalidades medioambientales son aceptables y su previsión
- Qué forma de "energía portátil" se prevé (p. ej., para vehículos de motor, ¿combustibles fósiles o baterías?)
- Cómo fomentar la eficiencia energética
- Cómo puede la política nacional impulsar las subnacionales y municipales
- Qué mecanismos concretos (p. ej. impuestos, incentivos, estándares de fabricación) están disponibles para llevar a cabo la política
- Qué consecuencias futuras tendrá cada una de las opciones para la seguridad nacional y la política exterior[5]

## Política energética nacional, subnacional o municipal
Incluso dentro de un país es apropiado hablar sobre políticas energéticas, en plural. Entidades influyentes, como gobiernos municipales o regionales, e industrias energéticas, pueden llevar diferentes políticas energéticas. Disponen de menos soberanía, pero los efectos pueden tan importantes como los de la política energética nacional. De hecho, hay ciertas actividades vitales para la política energética que no pueden gestionarse de forma realista a escala nacional, como vigilar que se cumple la normativa de eficiencia energética cuando se construye un edificio, lo cual normalmente es controlado por organismos subnacionales o municipales (aunque la normativa tenga alcance nacional).

## Relaciones con otras políticas
La política energética es una parte fundamental de la política económica. Asimismo, una política energética que procure un suministro fiable y a buen precio a las empresas se considera un pilar de la política industrial. También se encuentra estrechamente relacionada con la política ambiental y la política climática, si es que estas dos se pueden diferenciar en unos tiempos en que el calentamiento mundial es el primer problema de la humanidad.
Por otra parte la política energética puede influir decisivamente en la política exterior, cuando un país es pobre en recursos energéticos y necesita asegurarse el suministro (caso por ejemplo de China), o al revés, cuando es muy rico, y busca asegurarse mercados o influir sobre otros países a través de un suministro energético barato (diplomacia petrolera).

## Políticas energéticas de algunos países americanos

### Brasil
Brasil es el décimo mayor consumidor energético del mundo y el mayor de Sudamérica. Al mismo tiempo, es un importante productor de petróleo y gas natural, y el segundo mayor productor mundial de etanol para combustible. Los organismos responsables de la política energética son el Ministerio de Minas y Energía (MME), el Consejo Nacional para Política Energética (CNPE por sus siglas en portugués), la Agencia Nacional de Petróleo, Gas Natural y Biocombustibles (ANP) y la Agencia Nacional de Electricidad (ANEEL). Las compañías Petrobras y Eletrobrás, propiedad del Estado, son los principales actores en el sector energético de Brasil.

### Canadá
Canadá es un territorio rico en recursos naturales, incluidos los energéticos. Su aprovechamiento genera tensiones entre el Gobierno nacional y las provincias (la división territorial canadiense, que en EE. UU. son estados o en Alemania, Länder). Además las políticas han variado a lo largo del tiempo, siendo unas veces favorables a los consumidores y otras, a los productores. El aprovechamiento de las arenas bituminosas para extraer petróleo y exportarlo a EE. UU. también ha generado tensiones, pues se trata de un proceso que emite gran cantidad de gases de efecto invernadero, causantes del calentamiento mundial, y Canadá ha firmado el Protocolo de Kioto, que limita estas emisiones.

### Estados Unidos
Actualmente la política energética de los EE. UU. gira en torno a la rápidamente creciente producción nacional de petróleo y gas natural. El movimiento hacia la independencia energética y menor dependencia del petróleo y del carbón provoca múltiples conflictos entre republicanos y demócratas, porque no hay un acuerdo sobre cómo conciliar la protección medioambiental con el crecimiento económico. Están además los intereses contrapuestos de la muy potente industria de los combustibles fósiles y de las nuevas empresas de energía renovable.

## Europa

### Unión Europea
A pesar de que la Unión Europea ha legislado, establecido objetivos y negociado internacionalmente en el área de política energética desde hace muchos años, y de que su germen fue la Comunidad Europea del Carbón y del Acero, el concepto de introducir una política energética común obligatoria no se aprobó hasta la reunión del Consejo Europeo del 27 de octubre de 2005 en Londres. Tras esta aprobación la Comisión Europea publicó las primeras propuestas de política energética, Energía para un mundo cambiante el 10 de enero de 2007. Los objetivos más conocidos de la política energética de la UE son las metas 20/20/20, obligatorias para todos los miembros. La UE está planeando aumentar la participación de energía renovable en el consumo energético final al 20 %, reducir el 20 % las emisiones de gases de efecto invernadero y aumentar el 20 % la eficiencia energética.

#### Alemania
En septiembre de 2010, el Gobierno alemán adoptó un conjunto de ambiciosos objetivos para transformar su sistema energético y para reducir en 2050 sus emisiones del 80 al 95 % (respecto a 1990). Esta transformación se denominó Energiewende. Tras el desastre de Fukushima el Gobierno decidió abandonar gradualmente la energía nuclear, lo que se completaría en 2022. En 2014 el país avanzaba firmemente en esta transición.

#### España
Ver la sección Política energética dentro del artículo Energía en España.

#### Reino Unido
La política energética del Reino Unido ha conseguido reducir la intensidad energética (aunque sigue siendo muy alta), disminuir la pobreza energética y mantener la fiabilidad del suministro. El Reino Unido tiene un objetivo ambicioso de reducción de sus emisiones de dióxido de carbono para años futuros, pero no está claro si los programas actuales son suficientes para conseguirlo. El camino hacia una eficiencia energética como la de Francia todavía es duro. Respecto a la autosuficiencia energética, la política del Reino Unido no aborda este asunto más que para aceptar que la histórica autosuficiencia está dejando de existir (debido a la disminución de la producción de petróleo en el Mar del Norte). En cuanto al transporte, son buenos los resultados históricos de la política de animar enlaces de transporte público entre las grandes ciudades, a pesar de encontrar problemas con la alta velocidad ferroviaria (mucho más eficiente energéticamente que el avión y comparable en tiempo en viajes de hasta 2 horas y media, contando los tiempos necesarios para acceder al aeropuerto —generalmente alejado de las ciudades—, facturar el equipaje y pasar los controles de seguridad), la cual tiene el potencial de reducir drásticamente los vuelos domésticos y los vuelos cortos europeos. Sin embargo no se ha animado significativamente el uso del vehículo híbrido o del etanol como combustible, opciones que en 2014 eran las más viables a corto plazo para moderar el creciente consumo de combustible para transporte (en 2019 la idea es fomentar los vehículos eléctricos de baterías y acabar con los combustibles fósiles, y los biocombustibles, para 2050). Con respecto a la energía renovable, el Reino Unido tiene objetivos para viento y tidal energía. El Libro blanco sobre energía 2007 estableció el objetivo de que, para 2020, el 20 % de la energía del Reino Unido debe provenir de fuentes renovables.

## Asia

### China
Desde el año 2000 la política energética china ha estado centrada en la seguridad de suministro, al pasar de exportador energético (carbón y petróleo) a importador, debido a su alto consumo energético. En 2005 se creó la Oficia Estatal de Energía, que pretende dotar a la política energética de estrategia, claridad y autoridad. Asimismo ha creado un importante almacenamiento de crudo para protegerse frente a los vaivenes del mercado y las posibles perturbaciones del tráfico de buques petroleros. China mantiene relaciones militares tensas con algunos vecinos, y un eventual conflicto armado podría alterar estos tráficos.

### India
La política de energía de la India está caracterizada por los equilibrios que se intentan hacer entre 4 importantes factores:
- Economía en rápido crecimiento, que necesita un suministro fiable de electricidad, gas natural y derivado del petróleo;
- Ingresos crecientes de los hogares, que necesitan un suministro asequible y adecuado de electricidad y combustibles limpios para cocinar;
- Reservas domésticas limitadas de combustibles de fósil y necesidad de importar una gran parte del gas, crudo y derivados del petróleo consumidos, y recientemente la necesidad de importar carbón también; e
- Impactos en hogares (daños en la salud, por combustibles sucios, de las personas que los habitan), en ciudades y en regiones, que hacen ver la necesidad de adoptar combustibles y tecnologías más limpios.

En años recientes, estos equilibrios han conducido a un conjunto importante de continuas reformas, reestructuraciones y énfasis en el ahorro energético.

### La Unión Soviética y Rusia
La desaparecida Unión Soviética fue el mayor productor energético del mundo hasta finales de la década 1980-1990. La actual Rusia, principal integrante de la Unión Soviética, es ahora una de las superpotencias energéticas mundiales. Posee grandes reservas energéticas, es el mayor exportador energético neto del mundo, y un importante proveedor de la Unión Europea. El documento principal que define la política de energía de Rusia es la Estrategia energética, la cual inicialmente establecía políticas hasta 2020, y fue posteriormente revisada, enmendada y prorrogada hasta 2030. Rusia también ha firmado y ratificado el Protocolo de Kioto. Numerosos expertos avisan de que Rusia utiliza sus exportaciones energéticas como instrumento de política exterior.

### Tailandia
La política de energía de Tailandia se caracteriza por 1) creciente eficiencia energética, 2) aumento de la producción energética nacional, 3) aumento del papel del sector privado, 4) aumentando del papel de mecanismos de mercado en la fijación de los precios de la energía. Estas políticas han sido consistentes desde la década 1990-2000, a pesar de varios cambios en gobiernos. El ritmo y la forma de liberalización y privatización del sector energético ha sido altamente polémico.

### Bangladés
La primera Política energética nacional (NEP por sus siglas en inglés) de Bangladés fue formulada en 1996 por el Ministerio de Energía y Recursos Minerales para asegurar una exploración, producción, distribución y consumo apropiados de los recursos energéticos, con el fin de satisfacer sosteniblemente las crecientes demandas energéticas de diferentes zonas, sectores y consumidores.[1] Con los rápidos cambios de las situaciones mundial y nacional, esta política se actualizó en 2004. La política actualizada incluyó objetivos adicionales para asegurar programas de desarrollo energético ambientalmente sostenibles que causaran un daño mínimo al entorno, para animar a los ciudadanos y al sector privado en el desarrollo y la gestión del sector energético y para terminar de electrificar el país en 2020.[2]

## Oceanía

### Australia
La política energética de Australia presenta una combinación de centrales térmicas de carbón y centrales hidroeléctricas. El Gobierno australiano ha decidido no construir centrales nucleares, pese a que el país es uno de los mayores productores mundiales de uranio, el combustible de estas instalaciones.

## Para saber más
- [1] Eraldo Banovac, Marinko Stojkov, Dražan Kozak. Diseñando un modelo de política energética mundial, Actas de la Institución de Ingenieros Civiles - Energía, Vol. 170, Asunto 1, febrero, 2017, pp. 2-11. https://doi.org/10.1680/jener.16.00005
- [2] Armstrong, Robert C., Catherine Wolfram, Robert Bruto, Nathan S. Lewis, y M.V. Ramana Et al. Las fronteras de la energía, Energía de Naturaleza, Vol 1, 11 de enero de 2016.
- [3] Deitchman, Benjamin H. Clima y política energética limpia: instituciones estatales e implicaciones económicas. Routledge, 2016.
- [4] Hughes, Llewelyn; Lipscy, Phillip (2013). «The Politics of Energy». Annual Review of Political Science 16: 449-469. doi:10.1146/annurev-polisci-072211-143240. Archivado desde el original el 13 de noviembre de 2019. Consultado el 20 de noviembre de 2019.
- [5] Fouquet, Roger, y Peter JG Pearson. "Siete siglos de servicios energéticos: precio y uso de la luz en el Reino Unido (1300-2000)." Revista de energía 27.1 (2006).
- [6] Gales, Ben (2007). «North versus South: Energy transition and energy intensity in Europe over 200 years». European Review of Economic History 11 (2): 219-253. doi:10.1017/s1361491607001967.
- [7] Lifset, Robert, ed. Política de Energía americana en el @1970s (Imprenta universitaria de Oklahoma; 2014) 322 páginas;
- [8] Nye, David E. Consumiendo poder: Una historia social de energías americanas (Imprenta del MIT, 1999)
- [9] Pratt, Joseph A. Exxon: Transformando la energía, 1973-2005 (2013) 600pp
- [10] Smil, Vaclav (1994). Energy in World History. Westview Press. ISBN 978-0-8133-1902-5.
- [11] Stern, David I (2011). «The role of energy in economic growth». Annals of the New York Academy of Sciences 1219 (1): 26-51. Bibcode:2011NYASA1219...26S. PMID 21332491. doi:10.1111/j.1749-6632.2010.05921.x. Archivado desde el original el 29 de mayo de 2014.
- [12] Warr, Benjamin (2010). «Energy use and economic development: A comparative analysis of useful work supply in Austria, Japan, the United Kingdom and the US during 100 years of economic growth» (PDF). Ecological Economics 69 (10): 1904-1917. doi:10.1016/j.ecolecon.2010.03.021.